# Taito
Taito Corporation là một công ty tại Nhật Bản chuyên về trò chơi điện tử, đồ chơi, game thùng arcade và khu vui chơi trò chơi điện tử, có trụ sở đặt tại Shinjuku, Tokyo. Michael Kogan là người thành lập công ty vào năm 1953, lấy tên là Taito Trading Company, chuyên nhập khẩu rượu vodka, máy bán hàng tự động và máy hát đĩa tự động vào thị trường Nhật Bản. Công ty bắt đầu sản xuất trò chơi điện tử vào năm 1973. Năm 2005, Square Enix mua lại Taito và trở thành công ty con thuộc sở hữu hoàn toàn vào năm 2006.
Taito được công nhận là một công ty quan trọng trong thời kỳ đầu của ngành công nghiệp trò chơi điện tử, sản xuất một số trò chơi ăn khách như Space Invaders, Bubble Bobble, Lufia, Arkanoid, và Darius. Cùng với Konami, Namco và Sega, đây là một trong những công ty trò chơi điện tử nổi bật nhất của Nhật Bản và là công ty đầu tiên xuất khẩu trò chơi điện tử sang các quốc gia khác. Một số trò chơi của công ty đã được công nhận là quan trọng và mang tính cách mạng đối với ngành công nghiệp video game - Space Invaders có thể nói là một đóng góp lớn vào sự phát triển của ngành công nghiệp trò chơi điện tử vào giữa những năm 1970 và những người ngoài hành tinh trong trò chơi được coi là mang tính biểu tượng của ngành.
Công ty duy trì một chuỗi các khu trung tâm trò chơi điện tử, được gọi là "Game Taito Stations", trên khắp Nhật Bản, cùng với đó là sản xuất đồ chơi, thú nhồi bông và máy gắp thú.

## Lịch sử

Tượng của Michael Kogan.

Năm 1944, doanh nhân người Ukraine-Do Thái, Michael Kogan, thành lập công ty Taitung ở Thượng Hải. Vốn là một người Liên Xô tị nạn, Kogan phải làm việc trong một nhà máy ở Nhật Bản trong thời gian đất nước tham chiến trong Thế chiến thứ hai, trước khi chuyển đến Thượng Hải để hội ngộ với cha của ông. Taitung, tiếng Nhật được gọi là "Taito", đề cập đến các sản phẩm như thảm trải sàn, tóc giả làm bằng tóc tự nhiên và lược làm bằng lông heo.
Năm 1950, sự tiếp quản của chủ nghĩa Cộng sản ở Trung Quốc đã khiến Kogan phải thanh lý công việc kinh doanh và chuyển hoạt động sang Nhật Bản, một quốc gia lãnh hậu quả nặng nề sau chiến tranh. Công việc kinh doanh thứ hai, một công ty phân phối vải may mặc tên là Taito Yoko, gặp khó khăn về tài chính do liên tục bị thất thoát sản phẩm vì sự bất cẩn của nhân viên.
Ngày 24 tháng 8 năm 1953, Taito Yoko bị đóng cửa và thay thế bằng Công ty Thương mại Taito, có thêm sự tham gia của luật sư Nakatani Akio, một nhà báo đã về hưu. Công ty Thương mại Taito khởi đầu là một nhà máy chưng cất rượu vodka — công ty đầu tiên sản xuất rượu vodka ở Nhật Bản — và cũng là nhà nhập khẩu máy bán đậu phộng và máy làm nước hoa.
Năm 1955, mức độ cạnh tranh ngày càng cao dẫn đến việc Taito phải từ bỏ việc kinh doanh vodka và tập trung vào các máy bán hàng tự động vốn đang thành công nhờ việc nhập khẩu máy hát tự động. Do Taito thiếu giấy phép nhập khẩu máy hát tự động vào Nhật Bản, nên hãng đã mua lại những chiếc máy bị hỏng từ các căn cứ quân sự của Hoa Kỳ và tân trang chúng bằng các bộ phận còn hoạt động được từ các máy bị lỗi. Nền kinh tế Nhật đang trên đà phục hồi tạo điều kiện cho Taito trở thành nhà phân phối chính thức của máy hát tự động AMI tại nước này. Mặc dù thỏa thuận ban đầu này mang lại rất ít tác động nhưng vào năm 1960, công ty đã bán ra hơn 1.500 máy khi bắt đầu hòa âm các đĩa hát của Nhật Bản với các bài hát dân ca Mỹ. Quan hệ đối tác với Seeburg Corporation đã biến Taito trở thành đại lý độc quyền tại Nhật Bản và là một trong những công ty kinh doanh máy hát tự động hàng đầu của quốc gia.
Những năm 1960, Taito bắt đầu sản xuất trò chơi chạy bằng điện cơ (trò chơi EM). Năm 1967, họ phát hành Crown Soccer Special (1967), một trò chơi thể thao hai người chơi, mô phỏng bóng đá, sử dụng các thành phần điện tử như chân chèo của trò pinball.
Năm 1968, Crown Basketball ra mắt tại Mỹ với tư cách là trò chơi arcade có thu nhập cao nhất tại Hội chợ Tampa năm 1968.
Tháng 8 năm 1972 Taito đổi tên từ Taito Trading Company thành Taito Corporation và giới thiệu trò chơi điện tử arcade đầu tiên vào năm 1973. Công ty thành lập công ty con tại Mỹ vào năm 1973 tại khu trung tâm thành phố Chicago, đặt tên là Taito America.
Năm 1978, Nishikado Tomohiro, một nhà thiết kế tại Taito, đã tạo ra Space Invaders, tựa game nổi tiếng nhất của công ty và là một trong những game đáng nhớ nhất trong lịch sử arcade, khởi đầu cho thời kỳ hoàng kim của trò chơi điện tử arcade.
Tháng 2 năm 1984, Michael Kogan qua đời, con trai ông, Abraham "Abba" Kogan, trở thành chủ tịch hội đồng quản trị của Taito và Nakanishi Akio trở thành chủ tịch.

Logo trước đây

Tháng 4 năm 1986 và chỉ một tháng sau khi trở thành một phần của tập đoàn Kyocera, Taito đã hợp nhất với hai công ty con của mình là Công ty TNHH Công nghiệp Thái Bình Dương và Công ty TNHH Máy bán hàng tự động Nhật Bản. Japan Vending Machine từng là một công ty độc lập nhưng được Taito mua lại vào tháng 7 năm 1971 để tăng sự góp mặt trong hoạt động của các cơ sở giải trí. Chính Taito đã thành lập Công ty TNHH Công nghiệp Thái Bình Dương năm 1963 để phát triển các sản phẩm cho công ty.
Vào năm 1992, Taito công bố máy chơi trò chơi điện tử dựa trên CD-ROM có tên là WOWOW, cho phép mọi người chơi các bản chuyển thể gần như chính xác các trò chơi arcade của Taito (tương tự như Neo Geo), cũng như tải game xuống từ một đường truyền vệ tinh (như Satellaview làm sau đó). Máy được đặt theo tên của đài truyền hình Nhật Bản WOWOW và sẽ sử dụng các đài của nó để tải các game xuống. Nhưng WOWOW không bao giờ phát hành.
Tháng 7 năm 1996, Taito America ngừng hoạt động sau hơn 20 năm tồn tại. Taito bán độc quyền xuất bản trò chơi của mình ở Mỹ cho Acclaim Entertainment vào năm trước. Tương tự, một bộ phận công ty ở London, Anh, Vương quốc Anh, phân phối các game của Taito ở châu Âu. Taito (Europe) Corporation Limited thành lập vào năm 1988 và giải thể vào tháng 2 năm 1998.
Tháng 1 năm 1993, Taito lên sàn Sở giao dịch chứng khoán Tokyo, liệt kê trong Second Section. Công ty chuyển sang First Section vào tháng 9 năm 2003.
Tháng 10 năm 2000, Taito hợp nhất với Tập đoàn Đa phương tiện Kyocera để lần đầu tiên tham gia vào thị trường điện thoại di động. Khi thuộc sở hữu của Kyocera, trụ sở chính là đặt ở  Hirakawachō, Chiyoda.

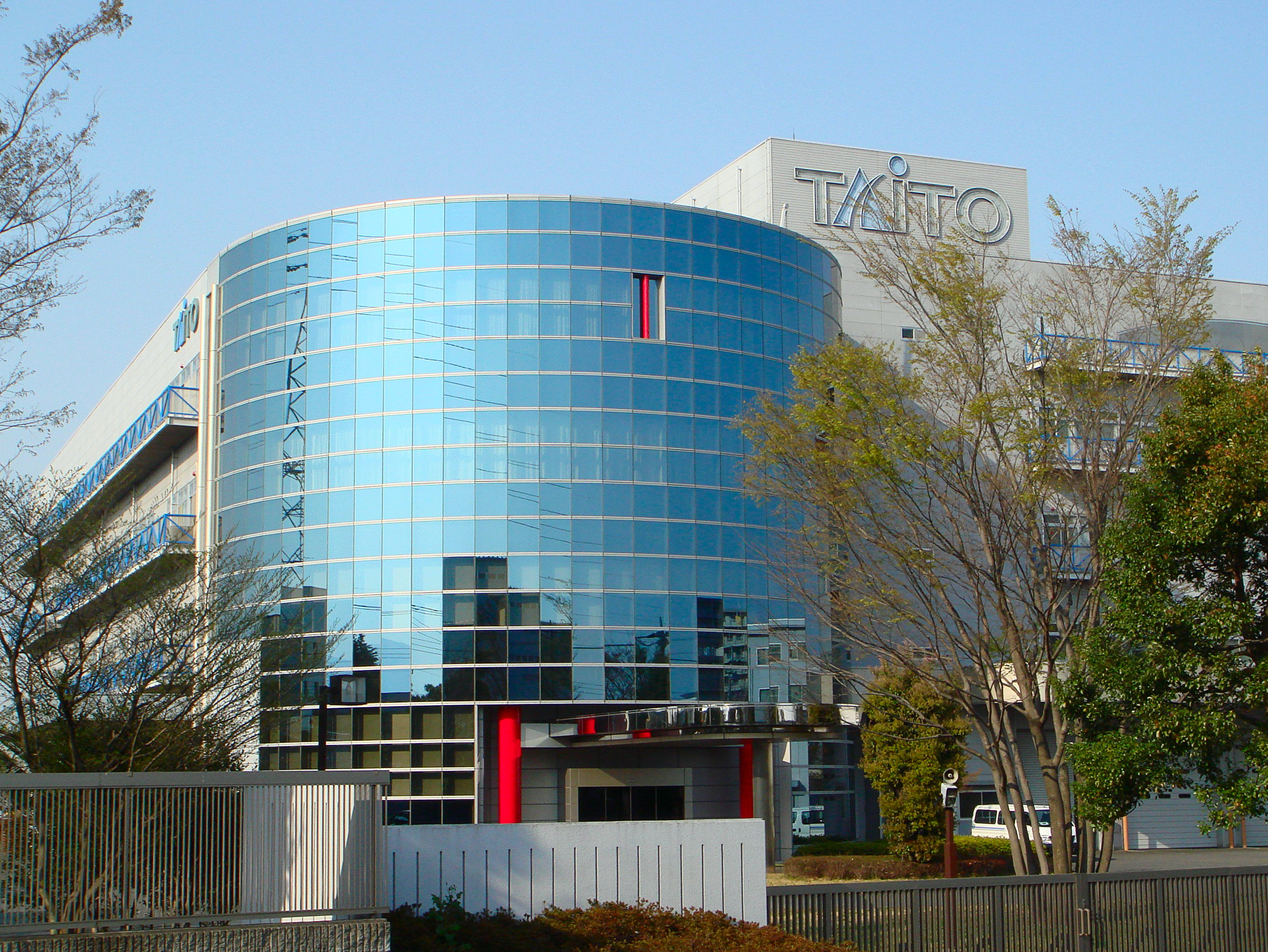
Taito Ebina Development Center ở Ebina, Kanagawa Prefecture. Mở cửa năm 1979, đóng cửa năm 2014.

Ngày 22 tháng 8 năm 2005, tập đoàn Square Enix được cho là đã ra thông báo mua 247.900 cổ phiếu Taito trị giá 45,16 tỷ Yên (409,1 triệu USD), để biến Taito Corporation trở thành công ty con của Square Enix. Mục đích của việc tiếp quản của Square Enix là để tăng tỷ suất lợi nhuận của Taito theo cấp số nhân cũng như bắt đầu mở rộng công ty sang các hình thức chơi game mới (đáng chú ý nhất là video game) và nhiều địa điểm giải trí khác. Giá thầu tiếp quản từ Square Enix đã được công ty cổ đông Kyocera chấp nhận, biến Taito trở thành công ty con của Square Enix.
Ngày 22 tháng 9 năm 2005, Square Enix thông báo mua lại thành công 93,7% cổ phần của Taito, sở hữu hoàn toàn số cổ phiếu vào ngày 28 tháng 9 năm 2005.
Tháng 3 năm 2006, Square Enix muốn biến Taito thành một công ty con thuộc sở hữu hoàn toàn. Để thực hiện mục tiêu này, Square Enix sáp nhập Taito vào SQEX Corporation. Mặc dù công ty này lấy tên là "Taito Corporation", nhưng thực sự thì Taito đã bị giải thể và SQEX là thực thể tồn tại. Taito trở thành công ty con thuộc sở hữu của Square Enix và bị xóa khỏi First Section của Sở giao dịch chứng khoán Tokyo
Ngày 28 tháng 7 năm 2008 Square Enix thông báo thanh lý hai công ty con của Taito, Taito Art Corporation (một công ty con về bảo hiểm và du lịch) và Taito Tech Co., Ltd. (một công ty con về giải trí và bảo trì) với lý do cả hai đều đã hoàn thành mục đích kinh doanh. Quá trình kết thúc vào tháng 10 năm 2008.
Tháng 2 năm 2010, đơn vị sản xuất trò chơi điện tử gia đình của Taito tách ra thành một công ty riêng có tên Taito Soft Corporation (đừng nhầm với Taito Software, bộ phận Bắc Mỹ cuối những năm 1980).
Ngày 11 tháng 3 năm 2010, Taito Soft hoàn tất nhập vào Square Enix. Tất cả các nhượng quyền của Taito cho máy chơi trò chơi điện tử ở Nhật Bản đều do Square Enix xuất bản.
Square Enix Holdings muốn tất cả các hoạt động trò chơi điện tử của mình được tập hợp lại thành một công ty con. Và như vậy, Taito Corporation thứ ba và hiện tại ra đời vào ngày 1 tháng 2 năm 2010, bằng cách sát nhập công ty thứ hai (trước đây là SQEX / Game Designers Studio) với ES1 Corporation. Trong một động thái "tách công ty kiểu thâu tóm", công ty thứ hai được tách ra và đổi tên thành Taito Soft Corporation, trong khi ES1 Corporation trở thành Taito Corporation thứ ba.

Logo hiện nay

Trong thời gian sáp nhập với công ty thứ hai để trở thành Taito Corporation mới, ES1 đã kế thừa tất cả các mảng kinh doanh trò chơi điện tử và di động của Taito, và gần như toàn bộ nhân viên của nó. Mặt khác, Taito Soft Corporation (trước đây là SQEX) chỉ còn lại 10 nhân viên để tập trung hoàn toàn vào việc phát triển và xuất bản các trò chơi điện tử dành cho máy chơi trò chơi điện tử gia đình. Taito Soft Corporation cuối cùng đã được sáp nhập vào Square Enix vào tháng 3 năm 2010 và giải thể.
Ngày 1 tháng 6 năm 2009, ES1 Corporation ra đời với tư cách là nhà điều hành các cơ sở trò chơi điện tử. ES1 Corporation thuộc sở hữu của công ty ma SPC1, bản thân nó là công ty con thuộc sở hữu hoàn toàn của Square Enix Holdings. SCP1 giải thể khi ES1 trở thành Tổng công ty Taito vào tháng 2 năm 2010. Như vậy, Tổng công ty Taito hiện tại về mặt kỹ thuật là công ty trước đây được gọi là Tổng công ty ES1.
Ngày 30 tháng 11 năm 2016, Taito thông báo họ sẽ phân phối Space Invaders và Arkanoid cho Facebook với Instant Games trên Facebook Messenger và Facebook News Feed.
Ngày 3 tháng 7 năm 2018, Taito thông báo tại Famitsu rằng họ sẽ quay trở lại hoạt động kinh doanh xuất bản phần mềm cho thế hệ thứ tám của máy chơi trò chơi điện tử. Ý định quay trở lại thị trường console này là vì công ty quyết định cần phải phát hành các tài sản trí tuệ của Taito trên các hệ máy hiện tại để tăng lợi nhuận. Công ty có nhiều tài sản khác nhau được lên kế hoạch, từ việc tái phát hành cho đến các tựa game mới cho các hệ máy khác nhau; tuy nhiên, Taito nhấn mạnh rằng thị trường phần mềm console là một lĩnh vực kinh doanh đầy thách thức đối với công ty và dự định sẽ phát triển game cho các hệ máy console trong tương lai.